# コンバーチプレーン
コンバーチプレーン ( 日本語で「転換式航空機」の意 ) とは、一般的には、飛行中に揚力を得る手段を変換できる航空機を意味する。一方、FAI（Fédération Aéronautique Internationale, 国際航空連盟）は、VTOL（ Vertical Take - Off and Landing の 頭字語 , 日本語で「垂直離着陸」）にはローター（回転翼） を用い、通常飛行時には固定翼で揚力を得るように「飛行旅程時の揚力源を垂直離着陸時と巡航時で相互に回転翼と固定翼の利用切り替えにより変換可能な航空機」を指すものとし、それよりも狭い定義を採用している。この記事においては、後者の定義を用いることとする。

## コンバーチプレーンの種類
コンバーチプレーンは、ヘリコプター や オートジャイロ のように
1. 回転翼が固定されている
2. 前進飛行時には回転翼面が傾けられ、プロップローターが固定翼機 のプロペラ として推力を発生する

かによって、大きく2つに分類される。
ティルトローターやティルトウィングで用いられる「プロップローター」は、回転翼面を傾けるための機構が相当に複雑なものとなることが避けられない。また、複数〔「並列双子配置」が一般的 〕の回転子（ローター）が装備されているとはいえ、ヘリコプターと同様に、エンジンの故障は重大な事故につながる可能性がある。 。
ジャイロプレーン や 複合ヘリコプターは、飛行間に推力の転換を行わず、常に同じ方法で〔 回転翼による 〕揚力を得るのが通常であるため、一般的にはコンバーチプレーンとみなされない。
ただし、水平飛行に移行した後の巡航飛行時に 回転翼(ローター)揚力よりも固定翼面の揚力が大きい機体が少なくとも2機種存在している。〔 いずれも「 1. 回転翼が固定されている」区分の転換式航空機。〕
- マクドネル・エアクラフト・XV-1

固定翼面と回転翼面の揚力負担比率 85：15 
- フェアリー ロートダイン

固定翼面と回転翼面の揚力負担比率 60：40 

## 歴史

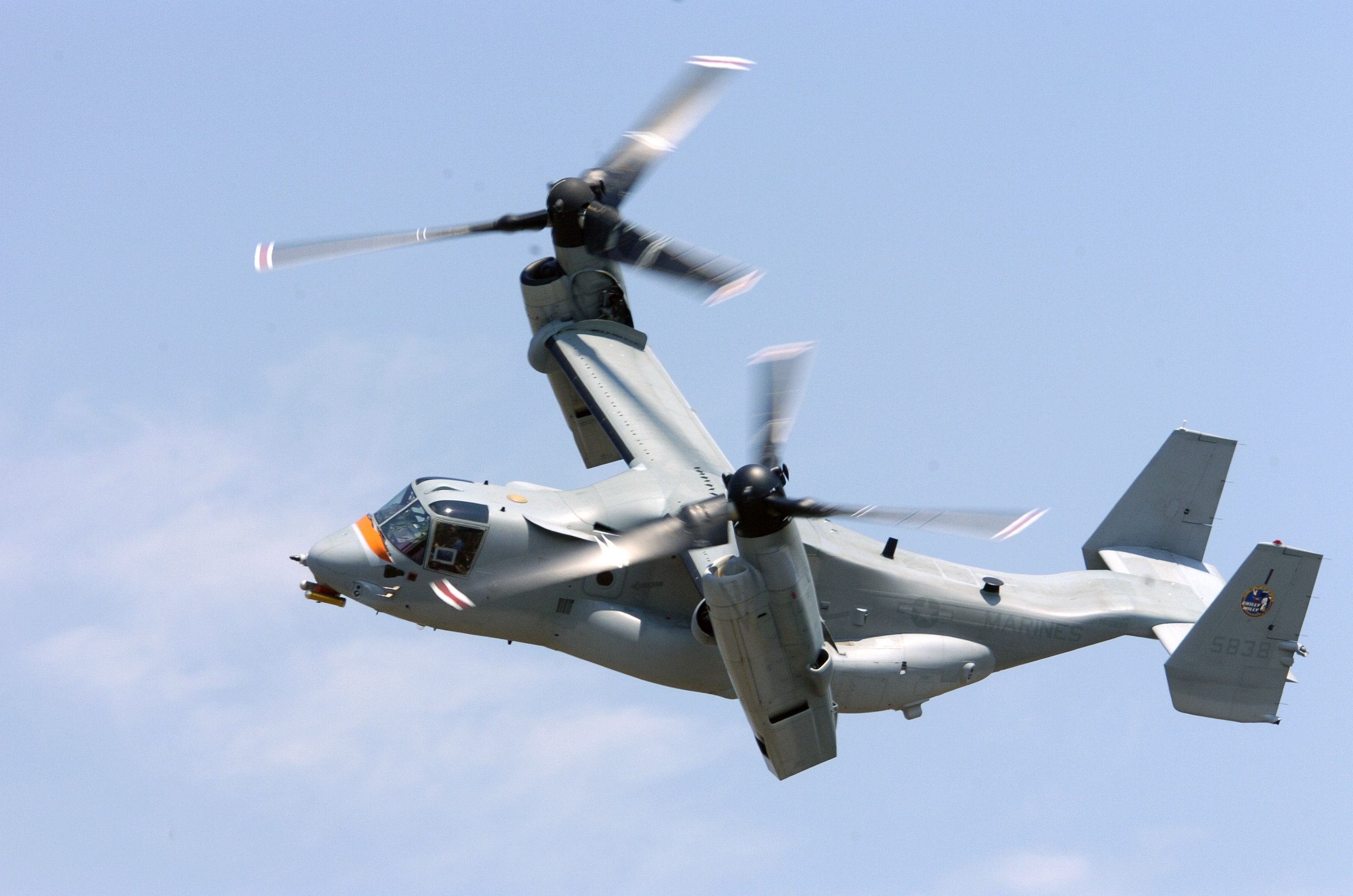
ベル・ボーイング V-22 オスプレイ（2005年撮影）

コンバーチプレーンは、航空史に常に脚光を浴びて登場し続けてきたわけではない。
1920年、フランク・ヴォーゲルザン ( Frank Vogelzang ) は、コンバーチプレーンの特許を出願したが、その設計に基づく製造が行われることはなかった 。
最初のティルトローターの特許は1930年5月にジョージ・レバーガー ( George Lehberger ) によって取得されたがそれ以上の開発はされなかった。

1937年から1939年にかけて、イギリスの設計者である「L・E・ベイネス」が "ヘリプレーン" と呼ばれる機体に関する要求事項をまとめた。それは、プロップローターの基部と装着部 (マウント) および降着装置 のうち、主脚を格納したティルト・ナセルを両翼端に装備するティルトローター型のコンバーチプレーンであった。
車輪は格納式 ( 引き込み脚 ) ではなかったが、部分的に流線形の整形板により覆われており、前進飛行中は、車輪の下半分がナセルの後部から突き出すようになっていた。
この機体の設計ではこの時代に一般的だった通常のレシプロエンジンではなく、フリー・ピストンにより生成された高温高圧ガスでガス・タービンを回転させ、プロップローターを駆動するというハイブリッド・ガス・タービン仕様の発動機が要求されていた。
しかし、公的支援を得ることができなかったベイネスは、最終的にはこの機体の製造を断念した。
第二次世界大戦時、ドイツのフォッケ・アハゲリス Fa 269と呼ばれた試作機の開発は1942年に開始されたが実際に試験飛行することはなかった。
これに続きアメリカ合衆国で1947年に試作された2機はアメリカ大陸で実際に飛行した初のティルトローター航空機となった。
機体は単座の「トランセンデンタル モデル1-G」と 複座の「トランセンデンタル モデル 2」で、両機とも単発のレシプロエンジンを動力とした。
「モデル 1-G」（単座型）の開発は1947年に開始され1954年に初飛行した。モデル 1-G はチェサピーク湾で1955年7月20日に破損するまで飛行した。試作機は破損したがパイロットは軽症で済んだ。
トランセンデンタル 1-G は実飛行した初のティルトローター機でヘリコプターから航空機への遷移は飛行中のローターポッドの迎角10度の状態での真の水平飛行だった。
複座型の「モデル 2」は開発製造され短期間の間、試験飛行したが、充分な空中停止（ホバリンク）試験はしなかった。
空軍は試験飛行の結果を踏まえて、これらの2種の派生型の持つ試作機群への資金供給を打ち切った。
1955年にアメリカ合衆国ではベル XV-3 が初飛行した。
以前の機体と同様にエンジンは胴体内に備えられ、駆動軸で傾斜可動が可能な翼端ポッドに装備された基部に設置された回転翼を駆動する構成だった。
XV-3計画は、1966年5月20日、風洞実験装置で発生した事故により最後の機体が致命的な損傷を被ったことから、終了となった。
他に
1. 水平飛行時には回転翼の回転速度を下げる手法：〔 マクドネル XV-1 コンバーチプレーン の恒速式回転翼機構 ( Slowed rotor system) 〕
2. 回転翼が邪魔な抵抗源になる高速域内では回転翼を停止し、X字型の固定翼〔 小翼に対する上翼であり、擬似的な複葉機構成 〕とする設計 〔 シコルスキー S-72 Xウイング 〕
3. 格納式の回転翼 を採用 〔 シコルスキー・エアクラフト社の回転翼を折り畳み、機体の胴体内部に格納するデルタ翼機である S-57 ことXV-2  〕
4. 回転翼の羽根の翼幅〔回転翼直径〕が長辺から高速飛行向けの短辺に変化可能な、可変式の回転翼羽根機構を採用した設計

等の概念があったが、「ケネス・ウェルニッケ」 ( Ken Wernicke ) と「ボブ・リシェン」( Bob Lichten ) をはじめとするベル社の技術者の一団 は ベル・ヘリコプター XV-3計画で得た経験によりそれらの方式は実現性が低いと受け止めていた。
この機体の基本設計は、その後 約20年間に渡って見直されることがなかったが、1989年3月19日に原型機が初飛行して成功を収めた実用機「ベル・ボーイング V-22 オスプレイ」やその小型版である ベル = ロッキード・マーティン V-280 ヴェイラー の基礎となった。。
1950年代に入ると、この構想はヘリコプターを改良するための方策のひとつとして主としてアメリカ合衆国で注目を集めるようになったが、流行は一時的なものであり、アメリカ陸軍および空軍の要求に応じて試作された実験機「マクダネル XV-1」および「ベル XV-3」が量産されることはなかった。
ティルトローター機である 「ベル・ボーイング V-22 オスプレイ」は、2018年の時点では量産化に成功した唯一の事例である。2011年に米国海兵隊、米国空軍での運用が開始されたこの機体の設計には、この ベル XV-3 および実質的な V-22 の開発準備設計である ベル XV-15 でのベル社の経験が間接的に影響を及ぼすこととなった。